# MIQ (cantante)
MIQ, in passato noto come MIO (3 ottobre 1955), è una cantante giapponese.

## Discografia parziale
- "HEY YOU" – Combat Mecha Xabungle (1982)
- "Amnesia Grass" (わすれ草?, Wasuregusa) – Combat Mecha Xabungle  (1982)
- "GET IT!" – Xabungle Grafiti  (1983)
- "Fly Dunbine" (ダンバインとぶ?, Danbain Tobu) – Aura Battler Dunbine (1983)
- "Look It's Byston Well" (みえるだろうバイストン・ウェル?, Mierudarō Baisuton Weru) – Aura Battler Dunbine(1983)
- "Time For L-Gaim" (エルガイム-Time for L.GAIM-?, Erugaimu -Time for L.GAIM-) – Heavy Metal L-Gaim (1984)
- "Starlight Shower" (スターライト・シャワー?, Sutāraito Shawā) – Heavy Metal L-Gaim (1984)
- "Grief's Destiny" (悲しみのDESTINY?, Kanasimi no DESTINY) – Area 88 (1985)
- "Call Me Mysterious" (不思議CALL ME?, Fushigi CALL ME) – Sei Jūshi Bismarck (1985)
- "Galaxy Dream" (夢銀河?, Yume Ginga) – Sei Jūshi Bismarck (1985)
- "MEN OF DESTINY" – Mobile Suit Gundam 0083: Stardust Memory (1991)
- "Evergreen" – Mobile Suit Gundam 0083: Stardust Memory (1991)
- "Hot Wind! Strong Wind! Cybuster" (熱風!疾風!サイバスター?, Neppū! Shippū! Saibasutā) – Super Robot Wars Original Generation (2006)
- "Song of Yodobashi Camera" (ヨドバシカメラの歌?, Yodobashi Kamera no Uta) (1991)
- "ICE MAN" – Super Robot Wars Alpha – (2000)
- "Extreme Ki!" – Juken Sentai Gekiranger Insert song (2007)

## Album
- スターライト・シャワー（1984）
- Mr. Monday Morning（1985）
- aesthetic（1986）
- Best of MIQ-MIQUEST-魂は刻をこえて・・・（2005）
- MIO(MIQ)パーフェクト・ベスト（2011）
- STARLIGHT SHOWER（2012）
- Mr. Monday Morning（2012）